# 中山桥 (漳州)
中山桥，旧称“南桥”，又称“通津桥”，俗称“旧桥”，位于中国福建省漳州市芗城区西桥街道旧桥村，横跨九龙江。始建于宋绍兴年间，初为浮桥，后易以石，1925年至1926年用钢筋混凝土新建桥及桥亭，命名“中山桥”。桥南北走向，长467米，宽8.9米，欧洲新古典主义建筑风格；桥亭通高9米，底径5米，平面呈六角形，用6根圆形水泥柱顶托六棱长尖顶，亭中为六角形巨柱，六面各嵌一磨光石碑，东西两面各刻“中山桥”三大字，其余四面分别刻有“重建中山桥记”。2013年1月28日，中山桥及桥亭公布为第八批福建省文物保护单位。